# S/2002 (121) 1
S/2002 (121) 1 é um satélite natural do asteroide 121 Hermione que está localizado no cinturão principal de asteroides.

## Descoberta
Égide foi descoberta no ano de 2002, através do telescópio Keck II.

## Nome
O satélite recebeu a designação provisória de S/2002 (121) 1. Ele ainda não foi oficialmente nomeado, mas o nome "Lafayette" foi proposto por um grupo de astrônomos, em referência à fragata usado em segredo pelo Marquês de Lafayette para chegar à América para ajudar os insurgentes.

## Características físicas
Este corpo celeste tem um diâmetro com cerca de 13 km,